# Trang viên ở Jaszkowa Górna

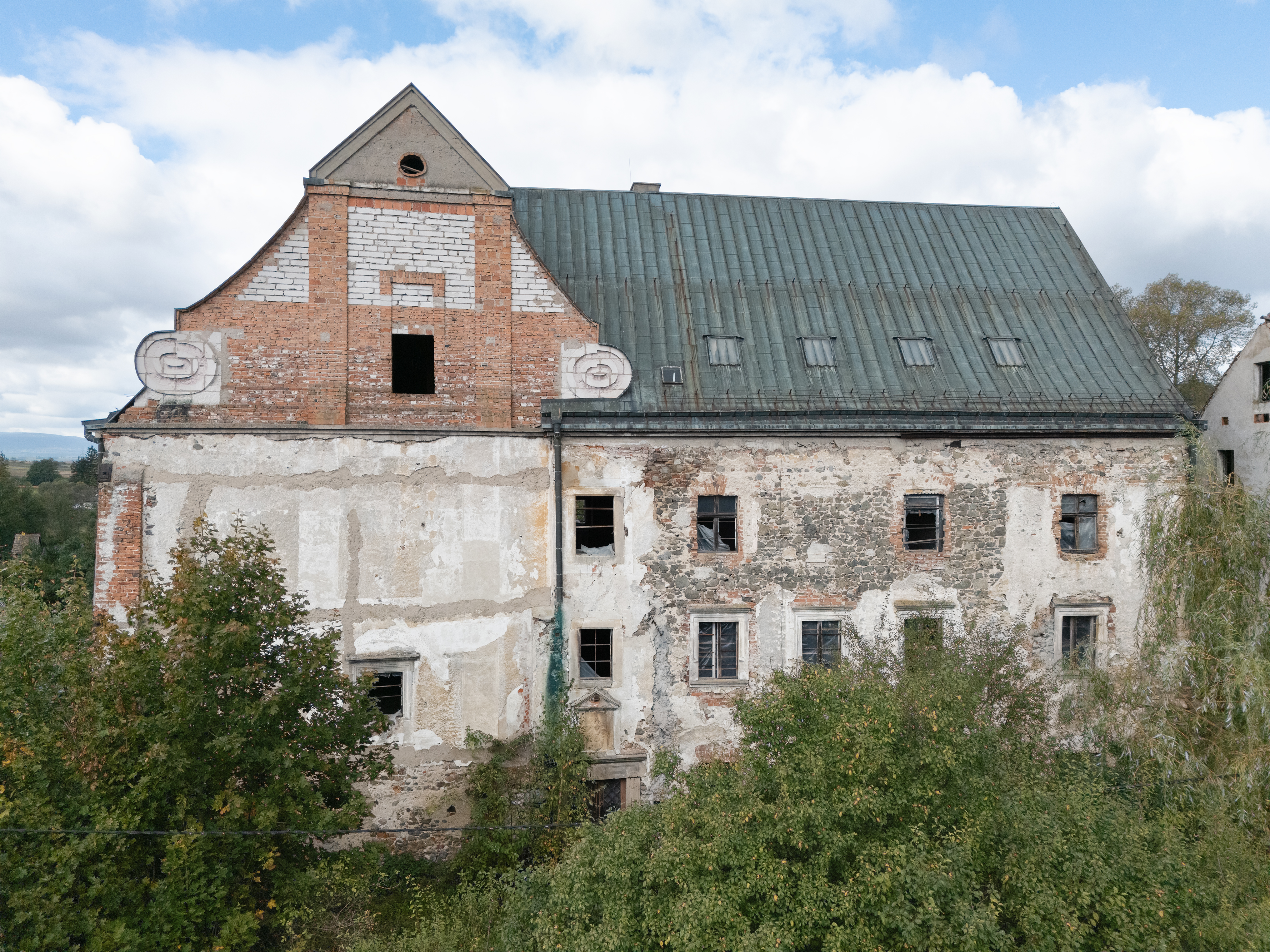
Trang viên ở Jaszkowa Górna (2024)

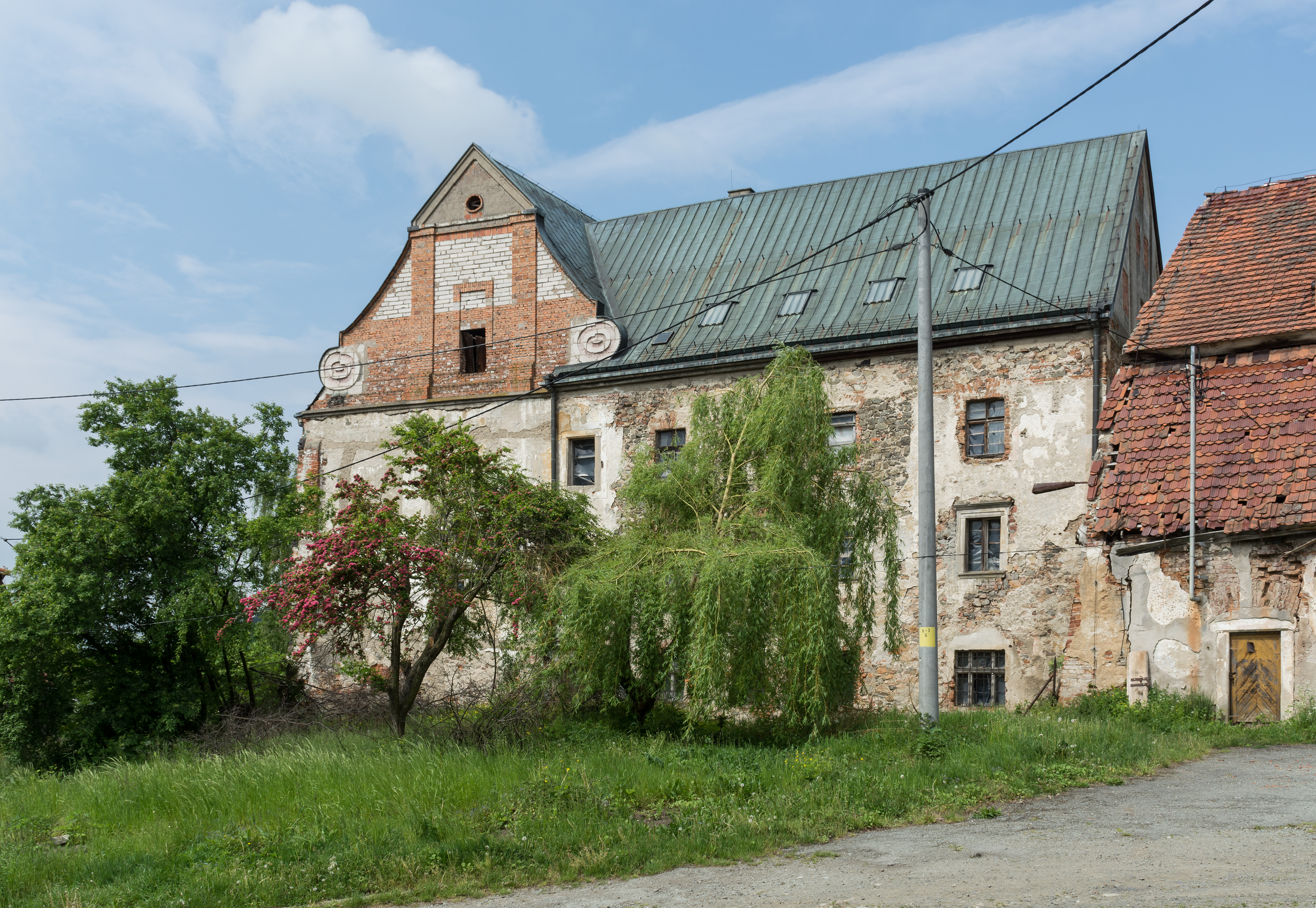
Trang viên ở Jaszkowa Górna (2015)

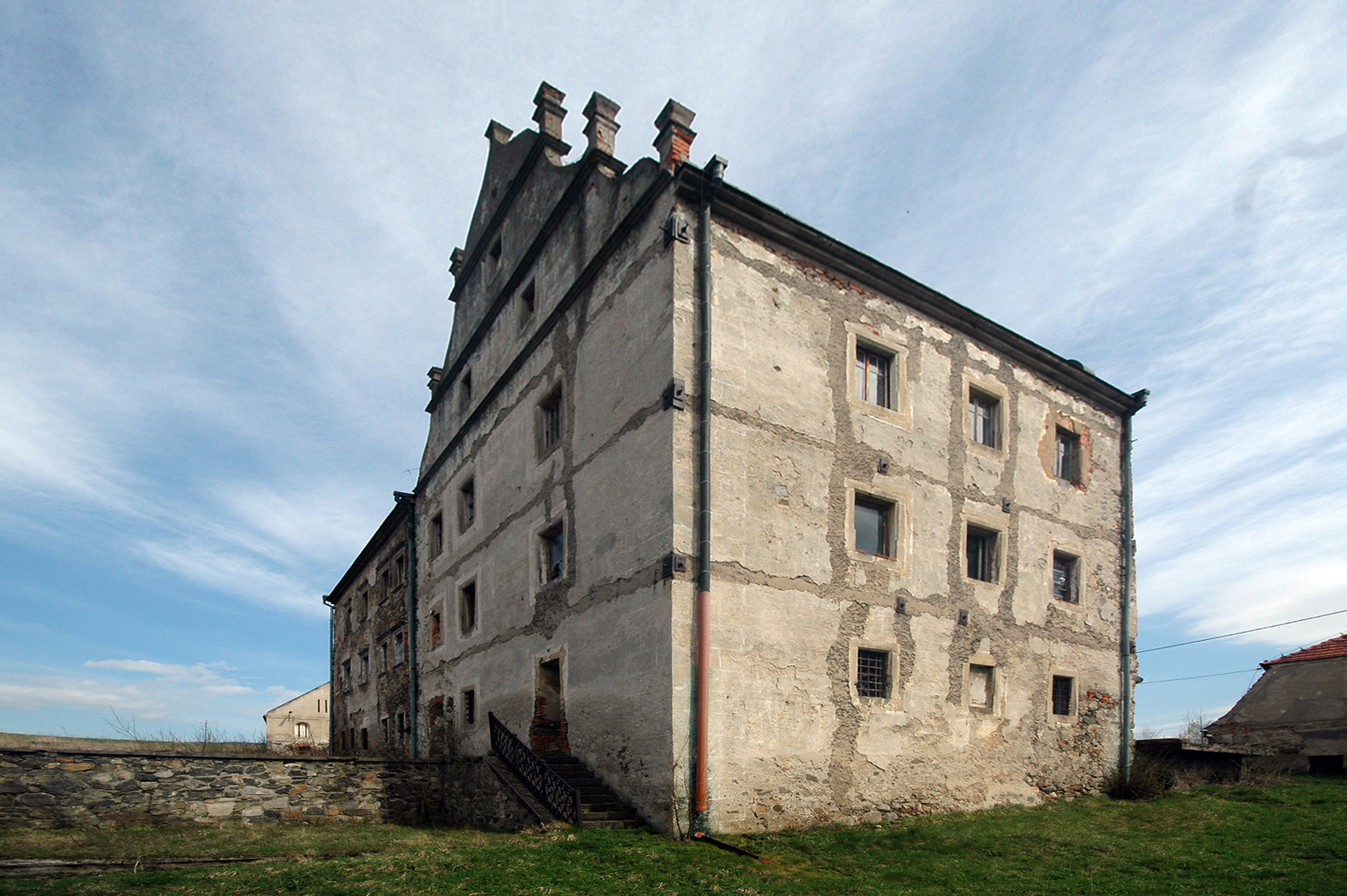
Ảnh phía sau (2012)

Trang viên ở Jaszkowa Górna (tiếng Ba Lan: Dwór w Jaszkowej Górnej) là một trong những trang viên lịch sử lâu đời nhất ở Ba Lan, được xây dựng vào năm 1521 và được mở rộng thêm trong giai đoạn 1570-1576. Hiện nay, công trình kiến trúc này tọa lạc ở Jaszkowa Górna, một ngôi làng cổ kính thuộc thị trấn Kłodzko, tỉnh Dolnośląskie, Ba Lan. Trang viên có tên trong sổ đăng ký di tích.
Trang viên là một phần trong khu phức hợp gồm: một chuồng ngựa (xuất hiện từ nửa đầu thế kỷ 17, hiện nay là một tòa nhà dân cư), một lò rèn (từ nửa đầu thế kỷ 19), một kho thóc (từ năm 1843), một chuồng cừu (từ năm 1849, hiện nay là một nhà kho) và một hàng rào (từ thế kỷ 16-19).

## Lịch sử hình thành
- Năm 1521: một tòa nhà dành cho dân cư Thời Phục hưng được dựng lên.
- Trong giai đoạn 1570-1576: Một dinh thự hai tầng được thêm vào. Sau đó, dinh thự được xây thêm một tầng.[2]
- Thế kỷ 18: Đỉnh của tòa nhà được xây dựng lại.
- Năm 1945: Khu trang viên này bị tàn phá nặng nề trong Thế Chiến thứ hai.
- Sau năm 1970: Trang viên liên tục được cải tạo.
- Hiện nay: Công trình kiến trúc này được sử dụng làm nhà kho của Bảo tàng Vùng Kłodzko.[2]